# Kevin Martin (Basketballspieler)
Kevin Dallas Martin, Jr. (* 1. Februar 1983 in Zanesville, Ohio) ist ein ehemaliger US-amerikanischer Basketballspieler, der zwölf Jahre in der NBA spielte, den Großteil davon bei den Sacramento Kings. Er galt lange Zeit als einer der besten Punktesammler der Liga.

## Kindheit und College
Kevin interessierte sich schon von Kindesbeinen an für Basketball und spielte für die Zanesville High School Basketball. Nach seinem Abschluss an der High School ging er an das Western Carolina University, wo er drei Saisons spielte. Er erzielte im Schnitt 23,3 Punkte pro Partie und war der erste Athlet des Western Carolina College, der jemals zu einem professionellen Draft angemeldet wurde. Er ist mit 1.838 erreichten Punkten der vierterfolgreichste Collegespieler der Geschichte und Bester seines Colleges. Martin erhielt mehrere Auszeichnungen. So wurde er zum All-District by the National Association of Basketball Coaches (NABC) gewählt, war dreimal in Folge im first-team All-Southern Conference und gewann den Southern Conference scoring title als bester Punktesammler der Saison. In seiner Saison als Sophomore (2002/03) erzielte er im Schnitt 22,8 Punkte.

## NBA-Karriere

### Sacramento Kings (2004–2010)
2004 wurde Martin von den Sacramento Kings in der ersten Runde des NBA-Drafts ausgewählt. In seiner ersten Saison konnte er 7,9 Punkte pro Spiel verbuchen. Diesen Wert konnte er in den darauffolgenden drei Jahren auf 20,2 Punkte pro Spiel verbessern, wodurch er zu einem der wichtigsten Spieler der Kings wurde. Am 28. August 2007 verlängerte er seinen Vertrag um fünf Jahre für insgesamt 55 Millionen US-Dollar. In der Saison 2007–2008 sammelte er außerdem noch 4,3 Rebounds pro Spiel ein und verteilte zudem noch 2,2 Assists pro Begegnung. Auch die Wurfquote war zufriedenstellend (47,3 % FG, 38,1 % 3pt sowie 84,4 % FT). Er verbesserte seinen Punkteschnitt um 9,4 Punkte und traf 39 Freiwürfe in Folge (3. bis 15. November). 

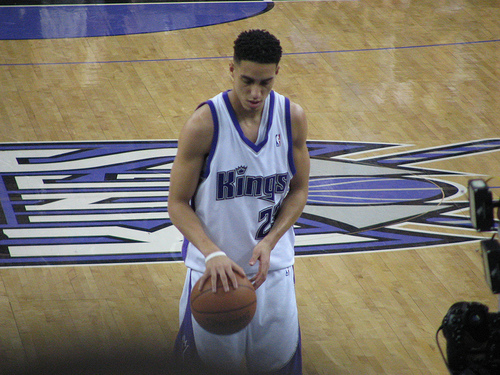
Martin im Trikot der Kings

Nachdem Ron Artest 2008 von den Kings transferiert wurde, wurde Martin zum unumstrittenen Teamleader der Kings. Am 1. April 2009 stellte er in einem Spiel gegen die Golden State Warriors eine Karrierebestleistung von 50 Punkten auf. In der Saison 2007–08 und 2008–09 gehörte Martin zu den besten Scorern der Liga und erzielte 23,7 und 24,9 Punkte im Schnitt. Die Kings waren jedoch zu dieser Zeit eine erfolglose Mannschaft und erreichten nicht die Playoffs. Nach fünfeinhalb Jahren wurde Martin von den Kings zum Transfer freigegeben.

### Houston Rockets (2010–2012)
Am 18. Februar 2010 wurde Martin von den Kings an die Houston Rockets abgegeben. Während seiner Zeit in Houston erreichten Martin und die Rockets nicht ein einziges Mal die Playoffs, obwohl Martin das Team jede Saison in Punkten pro Spiel anführte. 2011 stand Martin kurz vor einem Wechsel zu den New Orleans Hornets, der Transfer scheiterte jedoch am Veto der NBA.

### Oklahoma City Thunder (2012–2013)
Am 28. Oktober 2012 wurde Martin und weitere Spieler zu den Oklahoma City Thunder transferiert. Im Gegenzug wechselte James Harden zu den Rockets. Martin kam in allen 77 Spielen von der Bank und erzielte 14 Punkte im Schnitt. Er erreichte mit den Thunder zudem zum zweiten Mal in seiner Karriere die Play-offs. Im sechsten Spiel der Western Conference Quarterfinals erzielte Martin beim 103-zu-94-Sieg gegen sein altes Team 25 Punkte.

### Minnesota Timberwolves (2013–2016)
Im Sommer 2013 unterschrieb Martin einen 28 Millionen US-Dollar dotierten Vierjahresvertrag bei den Minnesota Timberwolves. Bei den Wolves durfte Martin wieder starten und erzielte in 68 Spielen 19,1 Punkte im Schnitt. Mit den Wolves verpasste er jedoch die Playoffs. Aufgrund einer Fraktur im rechten Handgelenk, verpasste er die darauffolgende Saison größtenteils und absolvierte nur 36 Saisonspiele, in denen er 20 Punkte im Schnitt erzielte. Im Zuge des Neuaufbaus bei den Wolves wurde Martins Spielzeit in der Saison 2015/16 beschnitten. Nachdem ein Verkauf von Martin während der Saison nicht zustande kam, einigte er sich mit den Timberwolves auf einen Buyout und wurde von diesen entlassen.

### San Antonio Spurs (2016)
Wenige Tage später wechselte Martin zum Titelaspiranten San Antonio Spurs. Martin absolvierte für die Spurs die restlichen 16 Saisonspiele, in denen er 6,2 Punkte pro Spiel erzielte. In den Playoffs bestritt Martin 5 Einsätze. Nachdem er zur neuen Saison kein neues Team gefunden hatte, verkündete Martin im November 2016 seinen Rücktritt.